# Nieuport 18

Le Nieuport 18 est un avion-école biplace français construit par Nieuport durant la Première Guerre mondiale.

## Historique
Cet avion peu connu est construit entre avril et octobre 1916. Il entre en service dans l'aéronautique militaire française. Cinq seront employés dans le cadre de la formation de la Force aérienne de la République polonaise en 1919.

## Opérateurs
- France
- Pologne